# Henckelia dielsii
Henckelia dielsii là một loài thực vật có hoa trong họ Tai voi (Gesneriaceae). Loài này có ở các tỉnh Vân Nam, Tứ Xuyên (Trung Quốc), được Adrien René Franchet mô tả khoa học đầu tiên như một loài mới vào năm 1899 trong Bulletin du Muséum national d'histoire naturelle t. 5, tr. 251 dưới danh pháp Roettlera uniflora. Năm 1914, Alexandru Borza mô tả loài mới Didymocarpus dielsii spec. nov. trong Repertorium specierum novarum regni vegetabilis (vol. 13, tr. 390) và có đề cập tới danh pháp Didymocarpus uniflorus Franch. như sau: 
| “ | A proxima D. uniflorus Franch. differt foliis petiolatis, corolla majore, albida. Species dictincta, pulcherrima in honorem professoris L. Diels de studio florae yunnanensis optime meriti dicata est. | ” |

Năm 1960, Brian Laurence Burtt chuyển nó sang chi Chirita dưới danh pháp Chirita dielsii, do danh pháp Chirita uniflora (nay là Codonoboea hirta) đã được Henry Nicholas Ridley đặt năm 1912 cho loài có ở khu vực Malaysia bán đảo. Năm 2011, D.J.Middleton & Mich.Möller chuyển nó sang chi Henckelia.